# Heinz Linge
Heinz Linge, född 23 mars 1913 i Bremen, död 9 mars 1980 i Hamburg, var en tysk SS-Sturmbannführer och Adolf Hitlers personlige betjänt och chef för dennes personliga stab.

## Biografi
Linge utbildade sig till murare och genomgick därefter studier vid ett tekniskt gymnasium. Han anslöt sig till SS-Leibstandarte Adolf Hitler den 17 mars 1933. Efter att han hade deltagit i hotellutbildning i München-Pasing blev han 1935 ordonnans hos Hitler. Sedan Hitler hade avskedat sin föregående betjänt Karl Krause, blev Linge Krauses efterträdare 1939 och därefter var han ständigt i Hitlers omedelbara närhet.
Linge blev befordrad till SS-Untersturmführer den 20 april 1939 (Hitlers 50-årsdag), SS-Obersturmführer 1941, SS-Hauptsturmführer 1943 och SS-Sturmbannführer i februari 1945. Tillsammans med Hitlers personlige adjutant Otto Günsche fick han i uppgift att i rikskansliets trädgård kremera Hitlers och Eva Brauns kroppar den 30 april 1945. Linge anger, att han klockan 15.45 bar upp Hitlers kropp ur bunkern.
Efter ett utbrytningsförsök ur Führerbunkern tillfångatogs Linge av ryska soldater den 2 maj 1945 och förhördes under flera år av den sovjetiska säkerhetstjänsten NKVD. Han dömdes 1950 till 25 års straffarbete men frigavs den 29 september 1955.
Linge publicerade 1980 sina memoarer, Bis zum Untergang: Als Chef des Persönlichen Dienstes bei Hitler. En svensk översättning utgavs 2010.

## Populärkultur
I filmen Undergången från 2004 gestaltas Heinz Linge av Thomas Limpinsel.